# سلاحف النينجا (لعبة فيديو 2003)
سلاحف النينجا (بالإنجليزية: Teenage Mutant Ninja Turtles)‏ ، هي لعبة فيديو إلكترونية من نوع أكشن والضرب المبرح، أنتجها شركة كونامي اليابانية سنة 2003م، وتدعم أنظمة التشغيل كل من إكس بوكس وبلاي ستيشن 2 ومايكروسوفت ويندوز وجيم كيوب.

## وصلة خارجية
- سلاحف النينجا على موقع IMDb (الإنجليزية)

- Teenage Mutant Ninja Turtles على موبي غيمز